# Hackerská skupina
Hackerské skupiny jsou neformální komunity, které začaly vznikat a rozvíjet se na začátku 80. let spolu s příchodem domácích počítačů. Před tím byl termín hacker označení pro jakéhokoliv počítačového fandu. Každá skupina si chtěla udělat jméno, což bylo často urychleno jejich vlastním časopisem. Byly to zlaté časy pro hacking – v době, kdy ještě nebylo mnoho zákonů proti počítačové kriminalitě. Hackerské skupiny také nabízely přístup k informacím, zdrojům a místo, kde se dalo učit od ostatních členů. Hackeři si také mohli udělat jméno a získat respekt tím, že byli spojeni s nějakou elitní skupinou. Jména hackerských skupin často parodovaly velké společnosti, vlády, policii. Často také používali specializované zkomoleniny pravopisu.